# Silvino Silvério Marques
Silvino Silvério Marques OA • ComA • GOI (Nazaré, 23 de març de 1918 - Lisboa, 1 d'octubre de 2013) fou un oficial general de l'Exèrcit Portuguès i administrador colonial.

## Biografia
Acabà els seus estudis secundaris a Lisboa, i va fer els preparatoris d'enginyeria a la Universitat de Lisboa i el curs d'enginyeria militar a l'Escola do Exército. Seguí la carrera militar, on fou promogut a general. El 14 de gener de 1954 fou fet Oficial de l'Orde Militar d'Avis i el 27 de setembre de 1958 fou elevat a Comanador de la mateixa Orde.
Fou Governador de Cap Verd de 1958 a 1962, Governador d'Angola de 1962 a 1966, administrador de Siderurgia Nacional de 1967 a 1970, director interí de l'Arma de Engenharia i 2n Comandant de la Regió Militar de Moçambic de 1971 a gener de 1973.
En aquest període fou fet Gran Oficial de l'Orde de l'Imperi el 3 de novembre de 1963 i Comanador de l'Orde del Mèrit Militar del Brasil el 21 d'octubre de 1969.
Fou vocal del Consell Superior Ultramarí en 1973, però abandonà el càrrec per desavinences amb Marcelo Caetano sobre la política ultramarina, posada en pràctica per aquest, que tenia com a fi l'autonomia progressiva de les Províncies Ultramarines.
Al desembre de 1973 fou col·locar en la Direcció d'Instrucció de l'Estat Major de l'Exèrcit de Portugal. En maig de 1974 a ser convidat pel general António de Spínola a tornar al càrrec de governador d'Angola, càrrec que ocupava poc més d'un mes, fins a finals de juliol, per no donar garanties de compliment de les instruccions de la Junta de Salvació Nacional.
Va passar a la reserva en 1975.
Té algunes obres publicades i en 2010 va editar Qual de Nós Terá Razão?. És germà del també general Jaime Silvério Marques.